# Roland Wagner-Döbler
Roland Wagner-Döbler (* 12. Januar 1954) ist ein deutscher Bibliothekar und Wissenschaftstheoretiker.

## Leben
Roland Wagner-Döbler studierte nach seiner Ausbildung zum Dipl.-Bibliothekar für den gehobenen Dienst an wissenschaftlichen Bibliotheken Wissenschaftstheorie, Politikwissenschaft und Soziologie. 1989 promovierte er mit einer Studie zur Technikfolgenabschätzung, 1997 habilitierte er sich an der Universität Augsburg im Fachgebiet Wissenschaftstheorie und Wissenschaftsforschung. Von 1977 bis 1979 arbeitete er als Bibliothekar bei den Städtischen Bibliotheken in München, nach seinem Studium war er wissenschaftliche Hilfskraft, dann wissenschaftlicher Mitarbeiter am Institut für Philosophie der TU München sowie am Institut für Rechtsinformatik und Rechtsphilosophie der Ludwig-Maximilians-Universität München in DFG-Projekten und als DFG-Stipendiat. 2001 bis 2003 wirkte er als Gastprofessor für Wissensorganisation und -archivierung am Institut für Bibliotheks- und Informationswissenschaft der Humboldt-Universität zu Berlin.
Wagner-Döbler ist heute Geschäftsführer der Firma Bibliographische Dienste GmbH (BDG).

## Wissenschaftliche Arbeiten
Wagner-Döblers Arbeiten in der Wissenschaftsforschung beruhen auf der Digitalisierung und nachfolgenden statistischen Analyse historischer Bibliographien, Lexika und anderer Nachschlagewerke. Die so entstandenen Zeitreihen von Publikations-, Patent- und Innovationsaktivitäten dienten der Untersuchung der langfristigen Wissenschafts- und Technologiedynamik, unter Einschluss der Wanderung von Forschern zwischen Wissenschaftsgebieten. Laut Wagner-Döbler waren sogenannte bibliometrische Gesetzmäßigkeiten bereits im 19. Jahrhundert wirksam. In der Langzeitdynamik wissenschaftlicher Aktivitäten ergeben sich Wagner-Döbler zufolge zahlreiche formale Parallelen zur Langzeitdynamik ökonomischer Prozesse.
Im Bereich der Rechtstatsachenforschung analysierte Wagner-Döbler Strukturen des Rechtssystems und der Rechtsprechung im Spiegel statistischer Analysen juristischer Literatur- und Rechtsprechungsdatenbanken, wobei sich ebenfalls charakteristische Verteilungsmuster zeigten.
In bibliotheks- und informationswissenschaftlichen Arbeiten Wagner-Döblers lag der Schwerpunkt auf empirischen Studien zu wenig untersuchten Aspekten der Mediennutzung und -verbreitung, insbesondere in Bibliotheken.

## Publikationen/Werke (Auswahl)
- Roland Wagner-Döbler: Das Dilemma der Technikkontrolle. Wirkungen der Technikentwicklung und Probleme der Technologiepolitik. Ed. Sigma, Berlin 1989, ISBN 3-89404-300-8, zugleich: Dissertation, Universität Augsburg, 1989
- Roland Wagner-Döbler und Jan Berg: Mathematische Logik von 1847 bis zur Gegenwart. Eine bibliometrische Untersuchung. de Gruyter, Berlin und New York 1993, Reprint 2011, ISBN 3-11-013987-1
- Roland Wagner-Döbler: Wachstumszyklen technisch-wissenschaftlicher Kreativität. Eine quantitative Studie unter besonderer Beachtung der Mathematik (= Campus Forschung, Band 754). Campus-Verlag, Frankfurt/Main und New York 1997, ISBN 3-593-35834-4, zugleich: Habilitationsschrift, Universität Augsburg, 1997
- Walther Umstätter und Roland Wagner-Döbler: Einführung in die Katalogkunde. Vom Zettelkasten zur Suchmaschine. 3. Auflage, Hiersemann, Stuttgart 2005, ISBN 3-7772-0506-0 (Neubearbeitung von Karl Löffler: Einführung in die Katalogkunde)